# Today (singapurische Zeitung)
Today, Eigenschreibweise TODAY, ist eine kostenfreie singapurische Zeitung in englischer Sprache, die im Tabloid-Format erscheint. Sie wird von der in staatlichem Besitz befindlichen Mediacorp-Gruppe herausgegeben. Ihre Auflage beträgt etwa 300.000 Exemplare.
Die erste Ausgabe erschien am 10. November 2000 als Konkurrenzblatt zur Streats, die von Singapore Press Holdings (SPH) ebenfalls kostenlos verteilt wurde. Bis zum 27. April 2002 wurde die Zeitung nur werktags gedruckt, bis mit der Weekend Today eine sonnabendliche Wochenausgabe herauskam.
Im Jahr 2004 wurden die Streats und die Today zusammengelegt, da SPH und MediaCorp in den Geschäftsbereichen Fernsehen und kostenlose Zeitungen zu kooperieren begannen.